# Tullebølle Sogn
Tullebølle Sogn er et sogn i Langeland-Ærø Provsti (Fyens Stift).
Tullebølle Sogn var i 1800-tallet et selvstændigt pastorat, men dannede sognekommune med Tranekær Sogn. Begge sogne hørte til Langelands Nørre Herred i Svendborg Amt. Tranekær-Tullebølle sognekommune blev ved kommunalreformen i 1970 indlemmet i Tranekær Kommune, der ved strukturreformen i 2007 indgik i Langeland Kommune.
I Tullebølle Sogn ligger Tullebølle Kirke.
I sognet findes følgende autoriserede stednavne:
- Bjergby Huse (bebyggelse)
- Blegholm (ejerlav, landbrugsejendom)
- Frellesvig (bebyggelse, ejerlav)
- Hylletofte (bebyggelse)
- Klavsebølle (bebyggelse, ejerlav)
- Lismose (bebyggelse, ejerlav)
- Løkkeby (bebyggelse, ejerlav)
- Møllevænget (bebyggelse)
- Næshoved (areal)
- Rytterskanse (areal)
- Skebjerg (bebyggelse, ejerlav)
- Skræddervænget (bebyggelse)
- Sliberhuse (bebyggelse)
- Snave (bebyggelse)
- Stengade (bebyggelse, ejerlav)
- Stengade Skov (areal, bebyggelse)
- Tjørntved (bebyggelse)
- Troldebjerg Huse (bebyggelse)
- Tullebølle (bebyggelse, ejerlav)